# 絲鰭䱵科
絲鰭䱵 科為輻鰭魚綱鱸形目的其中一個科。

## 分類
絲鰭䱵科其下分2個屬，如下：
- 絲鰭䱵屬（Chironemus）
  - 雙角絲鰭䱵（Chironemus bicornis）
  - 德氏絲鰭䱵（Chironemus delfini）
  - 澳洲絲鰭䱵（Chironemus georgianus）
  - 雲斑絲鰭䱵（Chironemus marmoratus）
  - 小鱗絲鰭䱵（Chironemus microlepis）
- 胸絲䱵屬（Threpterius）
  - 大鱗胸絲䱵（Threpterius chalceus）
  - 白點胸絲䱵（Threpterius maculosus）